# An Deiner Seite (Ich Bin Da)
An Deiner Seite (Ich Bin Da) è il terzo ed ultimo singolo estratto dal secondo album in lingua tedesca Zimmer 483 del gruppo musicale Tokio Hotel e ha riscosso un buon successo nei paesi in cui è stato pubblicato come la Germania, dove ha raggiunto la seconda posizione della classifica dei singoli.

## Tracce
1. An Deiner Seite (Ich Bin Da)
2. 1000 Meere

## Video
Nel video si alternano spezzoni del DVD Zimmer 483 live in Europe dove i quattro suonano sul palco a momenti del "Documentario -Dietro Le Quinte". Alla fine, viene ripresa l'ultima parte del concerto di Oberhausen, dove venne girato il DVD: una pioggia di coriandoli ricopre il palco e dopo l'ultima nota, Bill grida: Grazie Mille! in tedesco.

## Classifiche
| Classifica (2007) | Posizione raggiunta |
| ----------------- | ------------------- |
| Austria           | 6                   |
| Finlandia         | 13                  |
| Francia           | 2                   |
| Germania          | 2                   |
| Polonia           | 37                  |
| Repubblica Ceca   | 1                   |